# 叶长庚
叶长庚（1903年—1986年），中国人民解放军将领、中国人民解放军开国少将。
曾任江西军区副司令员。1955年，授予中国人民解放军少将。